# 滕尚坤
滕尚坤（1991年1月10日—），是一名中国足球运动员，现效力中国足球超级联赛球队天津泰达，司职守门员。

## 俱乐部生涯
2001年，滕尚坤进入鲁能泰山足球学校学习，2010年3月转会加盟中国足球超级联赛球队杭州绿城，并入选杭州绿城征战2010赛季中超联赛的大名单。2011年7月7日，他被租借到中国足球甲级联赛球队广州富力半年。但他在广州富力未能得到出场机会，在跟随球队以联赛亚军重返中超后回归杭州绿城。2011年12月31日，杭州绿城新任主教练冈田武史在考察球队后宣布将包括滕尚坤在内的八名球员列入转会挂牌名单中。2012年2月，他被租借到中甲升班马重庆FC一个赛季。在赛季前半段，他主要担任国威的替补门将，直到2012年7月14日才因国威停赛而在重庆FC主场1比0击败广东日之泉的比赛首发出场，上演职业生涯的首秀。不过在球队新任主教练赵昌宏的麾下，他在球队的最后几场比赛成为球队主力门将，最终在2012赛季出场8次，赛季结束后回归杭州绿城。